# Provinciaal Museum van Hunan

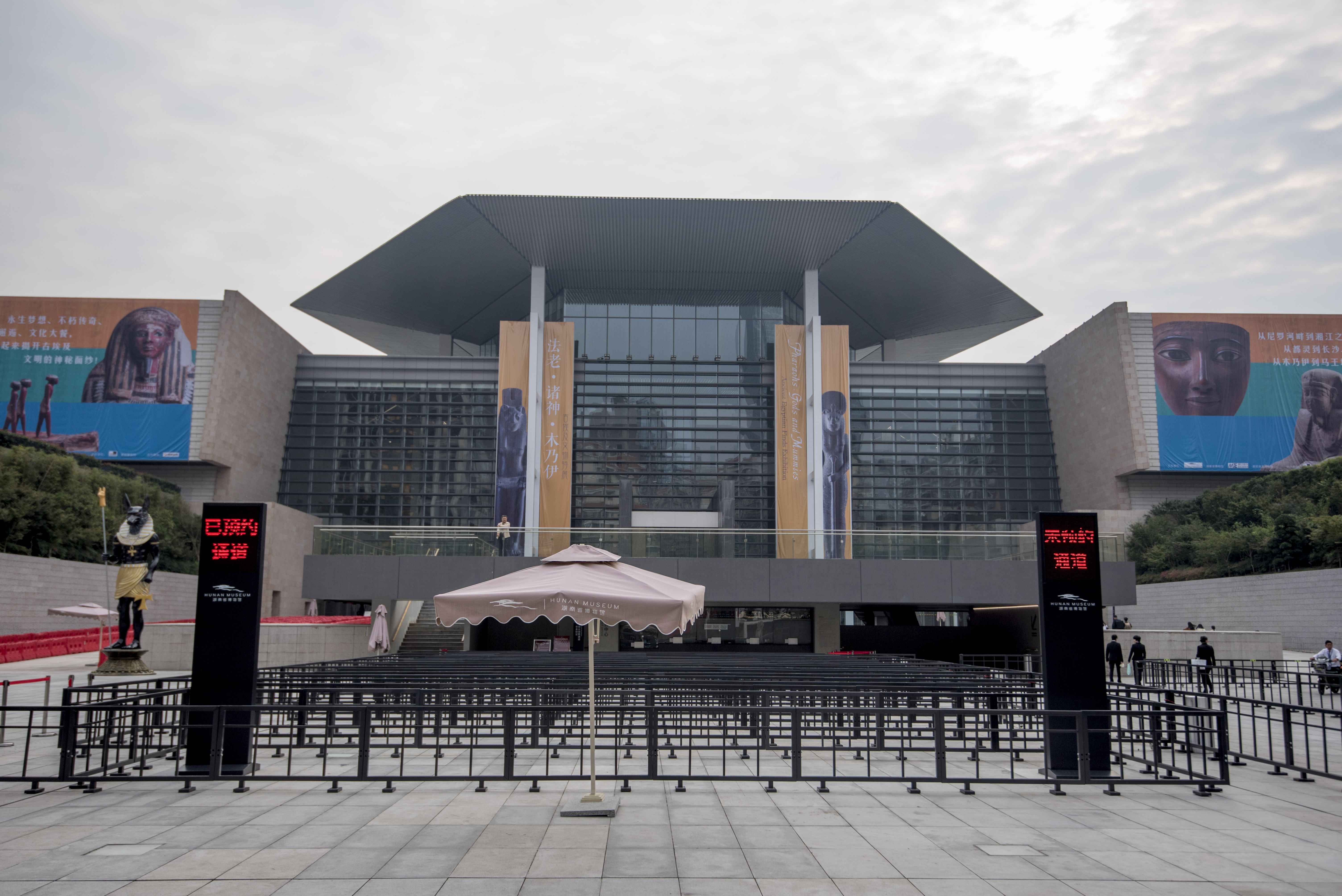
en in 2018

Het Provinciale Museum van Hunan (vereenvoudigd Chinees: 湖南省博物馆; traditioneel Chinees: 湖南省博物馆; pinyin: Húnán shěng bówùguǎn) is een museum in Changsha, China. Het museum werd in 1951 door het provinciebestuur van Hunan opgericht en de tentoonstellingen in een nieuw museumgebouw openden in 1956.
Het museum sloot op 18 juni 2012 zijn deuren voor het publiek voor een volledige nieuwbouw uitgetekend door de Chinese Centrale Academie voor Schone Kunsten, bijgestaan door de Japanse architect Arata Isozaki, die het huidige gebouw ontwierpen. De bouwwerken begonnen in 2012, het museum werd in 2017 voltooid en op 29 november 2017 voor het grote publiek heropend. Het nieuwe gebouw biedt ongeveer 49.000 vierkante meter tentoonstellingsruimte, met een bouwoppervlak van 91.000 vierkante meter.
Die ruimte wordt gebruikt voor een deel van de permanente collectie van meer dan 180.000 objecten van het museum tentoon te stellen. Er worden in het museum een grote collectie voorwerpen tentoongesteld, die uit de bronstijd in China komen, en een collectie voorwerpen opgegraven uit de archeologische site van Mawangdui.
In 2018 hebben meer dan 3.600.000 bezoekers het museum bezocht en het is daarmee een van de meest bezochte musea ter wereld. Dat is nog steeds het maximale aantal bezoekers, dat wordt toegelaten.